# Cerodirphia pachona
Cerodirphia pachona är en fjärilsart som beskrevs av Max Wilhelm Karl Draudt 1929. Cerodirphia pachona ingår i släktet Cerodirphia och familjen påfågelsspinnare. Inga underarter finns listade i Catalogue of Life.